# Francisco Asenjo Barbieri
Francisco de Asís Asenjo Barbieri (també conegut com Francisco Barbieri, Madrid, 3 d'agost de 1823 - Madrid, 19 de febrer de 1894), fou compositor, director d'orquestra i musicòleg espanyol.
En la seva obra destaca la composició de sarsueles, gènere què va contribuir a consolidar. Barbieri va introduir a Espanya moltes obres simfòniques del continent europeu. Com a musicòleg fou el responsable de la recuperació i edició del patrimoni antic del seu país. Sempre va utilitzar el nom de Francisco Barbieri, pel qual és conegut.

## Infantesa
La biografia de Francisco Barbieri està farcida d'elements anecdòtics i fulletinescs. Fill d'un militar, José Asenjo, i de Petra Barbieri, son pare el va deixar orfe aviat, estant la seua mort voltada de l'alè de l'heroisme; era correu de gabinet de l'exèrcit liberal i va ser enxampat pels carlins morint en l'emboscada, no sense abans haver destruït els documents que portava. La mare era filla de Giuseppe Barbieri, un ballarí italià que s'havia instal·lat a Madrid. Va ser ell qui va fer-se càrrec de la criatura, atès que la mare es va tornar a casar i va haver d'anar-se'n de Madrid. De l'avi, el jove Francisco va aprendre la llengua italiana i es va encomanar de l'afecció a l'òpera italiana. L'avi havia esdevingut gerent del madrileny Teatro de la Cruz, on es representava òpera italiana, i el jove Barbieri tenia l'avantatge de comprendre el text. Potser per la veneració vers l'avi sempre va utilitzar el seu segon cognom. No seria aquest l'únic canvi de nom perquè en realitat Barbieri era un gran afeccionat als pseudònims; al llarg de la seua vida va utilitzar-ne molts, com ara "Uno de tantos" per escriure un tractat sobre les castanyoles, "El maestro bandurria" per a la seua correspondència familiar, "Vermuthmeister" com còmica traducció a l'alemany de "Maestro Ajenjo" (Mestre Amarg) o l'anagramàtic "José Ibero Ribas y Canfranc" per a la seua edició de la correspondència inèdita de Lope de Vega amb Donya Marta Nevares.
Després d'un breu període d'estudis fora de Madrid, amb dotze anys retorna a la capital. En el moment de decidir els estudis, i malgrat que el seu padrastre i el seu avi desitjaven que es dedicara a les lletres, va optar per la medicina, i després per l'enginyeria, fracassant en totes dues. En realitat, el contacte amb el món teatral l'havia captivat, i finalment, amb el vistiplau de la família va decidir estudiar música. Va ingressar al Conservatori de Maria Cristina el 1837, on va estudiar piano amb Pedro Albéniz, clarinet amb Ramón Broca i composició amb el català Ramon Carnicer, per qui va adquirir un gran afecte i de qui, anys més tard, escriuria una biografia.
En aquests anys va morir el seu avi i sa mare i el padrastre van haver de mudar-se a Lucena. Així, el jove Barbieri va quedar tot sol a Madrid i va haver de guanyar-se la vida com a clarinetista o pianista en diverses agrupacions musicals, des de bandes militars, a orquestres de teatre, o en cafès cantants. També es va enrolar com a membre del cor en una companyia d'òpera que feia gires per tot Espanya. El 1843 va ser allistat a l'exèrcit, però la bona fortuna va fer que un bon amic pagara la multa per deslliurar-lo d'aquesta obligació. El 1844, sa mare va tornar a Madrid i Barbieri va començar a ocupar llocs de major responsabilitat, com a director musical de companyies d'òpera i algun treball com a mestre de música. També per aquesta època va començar a compondre peces de saló i marxes militars.

## Primeres obres i èxit
Després d'haver hagut de treballar durant una època fora de Madrid i d'haver intentat estrenar sense èxit una òpera composta sobre un text italià que li havia proporcionat Carnicer (Il Buontempone), aconsegueix estrenar la seua primera sarsuela Gloria y Peluca el 9 de març de 1850, contribuint així a la recuperació d’aquest gèner, després d’estar més d’un segle en l’oblit. A partir d'ací, l'activitat de Barbieri com a compositor de sarsuela és ininterrompuda; segueixen èxits com ara Jugar con fuego i Los diamantes de la corona. Aquestes obres inicials de Barbieri són completament italianes, tant en el pla tècnic com en l'estilístic; junt amb altres autors, s'intentà introduir a Espanya un teatre musical propi que acabes amb la primacia de l’òpera italiana. És per això que Barbieri buscà la seva inspiració en les melodies i els ritmes del poble, tot i que les seves obres no es van desprendre del tot de la influència italiana. No seria fins als últims anys de la seua carrera que el compositor no trobaria un estil personal. No obstant això tant amb les sarsueles esmentades com amb en les 58 que va compondre (més 12 escrites en col·laboració), Barbieri va recollir grans èxits i va esdevenir una figura indispensable del panorama musical espanyol. La producció de sarsueles, tant per part de Barbieri com dels seus coetanis Arrieta, Gaztambide o Oudrid entre d'altres, era tan abundant que els llibretistes no donaven l'abast i havien de traduir directament llibrets d'opereta o òpera còmica francesa: és el cas de Los diamantes de la corona, ja posada en música prèviament per Auber.

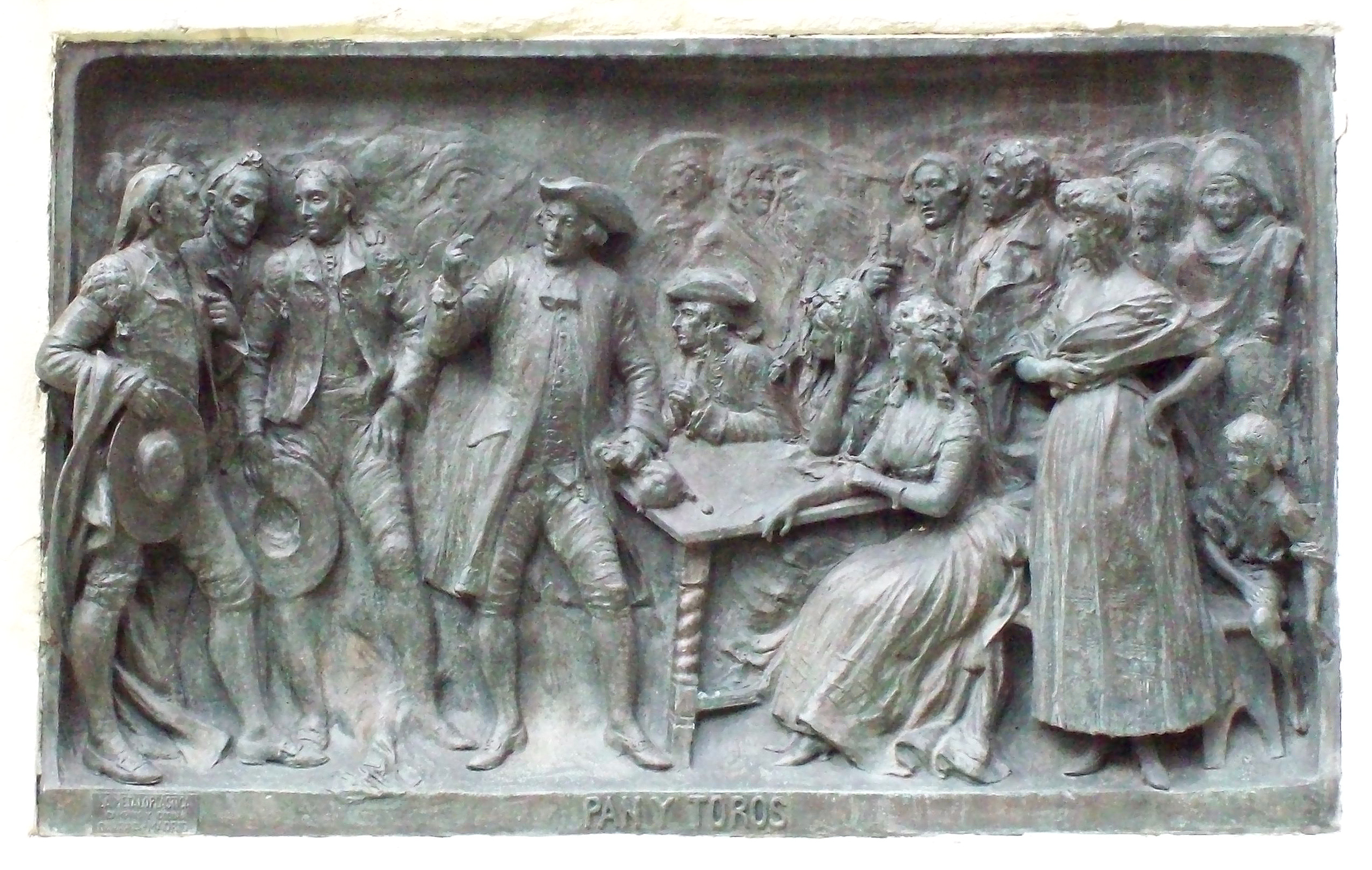
Pan y Toros. Relleu del Monument als Saineters Madrilenys (Madrid, L. Coullaut, 1913).

El 1864 s'estrena Pan y Toros, obra en la qual Barbieri fa un punt d'inflexió a la seua carrera. Si bé l'arrel popular espanyola ja estava present en les obres precedents, és en aquesta obra on assumeix una importància decisiva. Els personatges de llinatge important, continuen cantant en estil italià, però ara els personatges populars han assumit de sobte una major importància, i el poble s'expressa amb seguidilles, fandangos i tiranas. El títol és una referència actualitzada a l'estratègia dels emperadors romans a donar al poble Panem et circenses per mantenir-lo apaivagat.
El barberillo de Lavapiés (estrenada al Teatro de la Zarzuela el 19 de desembre de 1874) culmina aquesta evolució estilística, constituint-se en una de les sarsueles de major èxit mai compostes i que ha tingut una influència crucial en el posterior desenvolupament del gènere dut a terme per Chapí, Chueca i Fernández Caballero. Segons Carlos Gómez Amat "es tracta de l'obra més acabada de Barbieri, en què culmina tota la finor del seu art, la profunditat popular del seu esperit i la intensitat castissa del seu nacionalisme musical". José Luis Téllez manifesta que El Barberillo és "Obra mestra absoluta de la música escènica nacionalista, molt superior als exemples contemporanis d'autors com Moniuszko, Smetana o Fibich (i no inferior a Borodín i Glinka)".
Com a promotor musical la tasca de Barbieri va ser de gran importància. El seu esforç va ser decisiu per a la construcció del Teatro de la Zarzuela de Madrid, que encara avui continua donant funcions de sarsuela. Cal dir que per a l'estrena del teatre, Barbieri va compondre una singular Simfonia sobre temas de Zarzuela per a orquestra i banda militar, en realitat, una obertura popurri amb temes propis i dels seus col·legues. Tomás Bretón el va qualificar d'excel·lent director d'orquestra. La seua activitat en aquest camp va ser decisiva amb la fundació de la Sociedad de Conciertos amb la qual va dedicar-se a la difusió de la nova música entre el públic de Madrid. No només va presentar obres dels grans clàssics, com ara Mozart o Haydn, sinó que va abastar a la primera generació de romàntics (Beethoven, Mendelshon…) fins a arribar a les últimes tendències de l'època: la presentació de la música de Wagner a Madrid i l'estrena del Faust de Charles Gounod. Sota la seva direcció es va poder escoltar per primer cop a Espanya una simfonia completa de Beethoven, la Sèptima.
Com a musicòleg, la seva principal aportació fou la d’haver publicat el “Cancionero musical de Palacio”, una de les joies del repertori hispànic dels segles XV i XVI. També edità obres de Juan del Encina, i destacà com bibliòfil.

## Obra

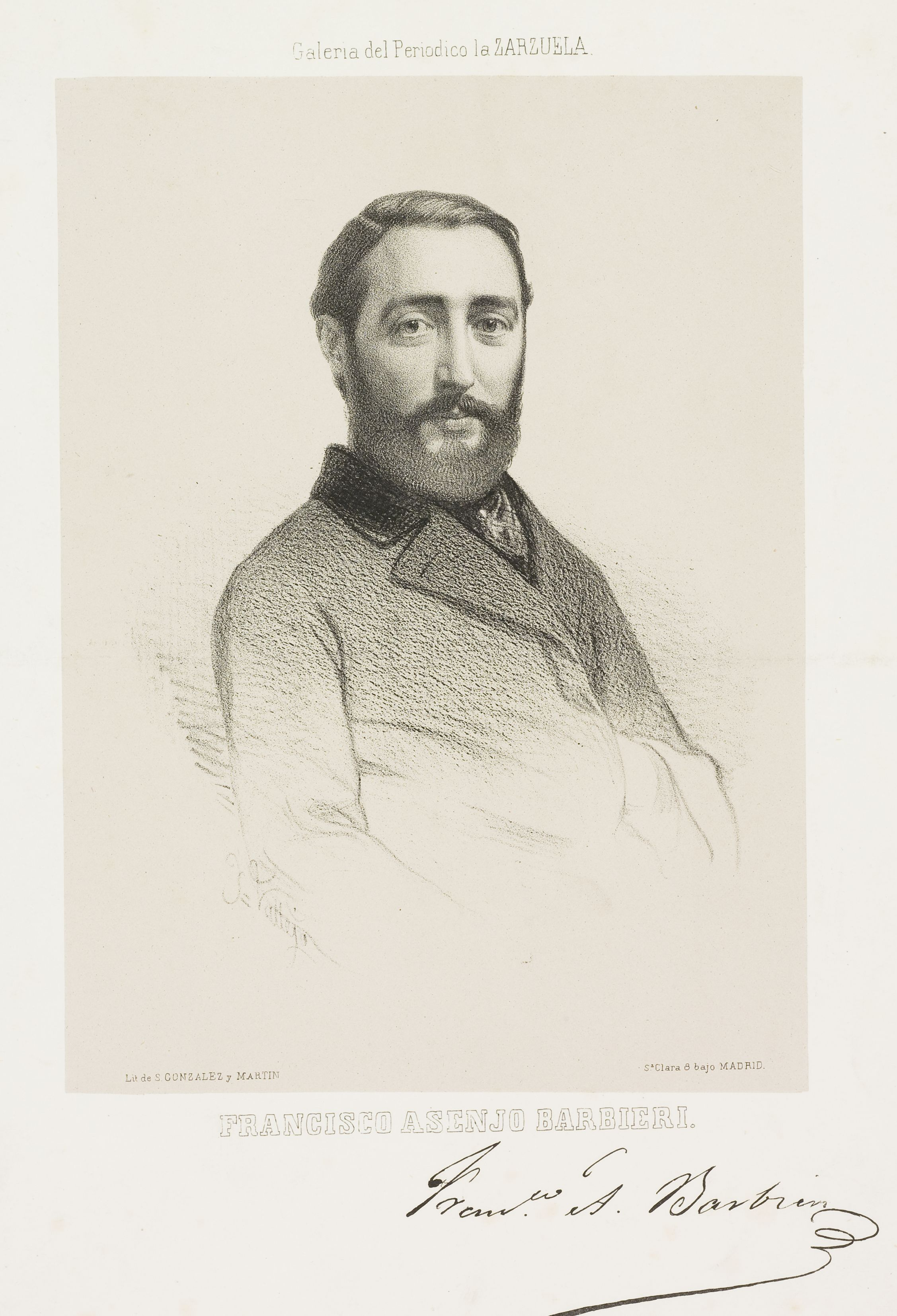
Barbieri

Barbieri va ser precursor de la musicologia espanyola per la seua cabdal tasca de recopilació de material musical antic. Va transcriure i comentar el Cancionero musical de los siglos XV y XVI, més conegut com a Cancionero de Palacio o Cancionero de Barbieri, amb obres que han passat al repertori musical renaixentista i que va suposar el redescobriment de l'important compositor espanyol del Renaixement Juan del Enzina. Atresorava una completa biblioteca sobre temes musicals que va llegar a la seua mort a la Biblioteca Nacional de Madrid. Va fundar la revista La España Musical.
Resulta curiosa la descripció que de Barbieri va deixar Emilio Cotarelo y Mori: Quant al seu físic, no res oferia de notable, car en tot era regular o mitjà, excepte el rostre, que era quasi lleig i cobert d'una barba espessa; però tan viu i tan expressiu que de vegades semblava emanar una alegre i dolça claredat. Fins i tot en la seua vellesa […] l'acompanyava aquella benèvola expressió del seu rostre, sempre contragut per un lleu somriure, i aquella mirada complimentadora i atenta, totes dues coses reflex fidel de la seua ànima noble i bona.

## Obres (Llista no exhaustiva)

### Sarsuela
- 1850 Gloria y peluca, 1 acte -llibret: José de la Villa del Valle
- 1850 Tramoya, 1 acte - llibret: José Olona
- 1850 Escenas en Chamberí, 1 acte (en col·laboració amb: Joaquín Gaztambide, Rafael Hernando i Cristóbal Oudrid) - llibret: José Olona
- 1850 La picaresca, 2 actes (en col·laboració amb: Joaquín Gaztambide) - llibret: Carlos García Doncel i Eduardo Asquerino
- 1851 Jugar con fuego, 3 actes - llibret: Ventura de la Vega
- 1851 Por seguir a una mujer viaje, 4 escenes (en col·laboració amb: Joaquín Gaztambide en Rafael Hernando) - llibret: José Olona
- 1852 El Manzanares, 1 acte - llibret: Mariano Pina y Bohigas
- 1852 Gracias a Dios que está puesta la mesa!, 1 acte - llibret: José Olona
- 1853 El marqués de Caravaca, 2 actes - llibret: Ventura de la Vega
- 1853 Don Simplicio Bodadilla, 3 actes (en col·laboració amb: Joaquín Gaztambide, Rafael Hernando i José Inzenga) - llibret: Manuel Tamayo y Baus i Victorino Tamayo y Baus
- 1853 Galanteos en Venecia, 3 actes - llibret: José Olona
- 1854 Aventura d'un cantante, 1 acte - llibret: José María Gutiérrez de Alba
- 1854 Los diamantes de la Corona, 3 actes - llibret: Francesc Camprodon sobre Eugène Scribe. Escrita especialment per al cantant Joaquim López Becerra i Pérez.
- 1855 Mis dos mujeres, 3 actes - llibret: Luis Olona
- 1855 Los dos ciegos, 1 acte - llibret: Luis Olona
- 1855 El sargento Federico, 4 actes (en col·laboració amb: Joaquín Gaztambide) - llibret: José Olona
- 1855 El vizconde, 1 acte - llibret: Francesc Camprodon; amb aquesta obra debutà el 1857 la tiple Josefa Murillo[4]
- 1856 El diablo en el poder, 3 actes - llibret: Francesc Camprodon
- 1857 El relámpago, 3 actes - llibret: Francesc Camprodon, estrenada per la contralt cordovesa Josefa Mora.[5]
- 1857 El sargento Federico, 4 actes (en col·laboració amb: Joaquín Gaztambide) - llibret: Luis Olona
- 1858 Amar sin conocer, 3 actes (en col·laboració amb: Joaquín Gaztambide) - llibret: José Olona
- 1858 Un caballero particular, 1 acte - llibret: Carlos Frontaura
- 1858 Por conquista, 1 acte - llibret: Francesc Camprodon
- 1859 El robo de las sabinas, 2 actes - llibret: Antonio García Gutiérrez
- 1859 Entre mi mujer y el negro, 2 actes - llibret: Luis Olona
- 1859 El niño, 1 acte - llibret: Mariano Pina Domínguez
- 1861 Un tesoro escondido, 3 actes - llibret: Ventura de la Vega
- 1862 El secreto d'una dama, 3 actes - llibret: Luis Rivera
- 1863 Dos pichones del Turia, 1 acte - llibret: Rafael Maria Liern
- 1864 Pan y Toros, 3 actes - llibret: José Picón
- 1866 Gibraltar en 1890, 1 acte - llibret: José Picón
- 1867 Un tesoro escondido, 3 actes - llibret: Ventura de la Vega
- 1868 El pan de la boda, 2 actes - llibret: Francesc Camprodon
- 1869 Le trésor caché, 3 actes - llibret: Ventura de la Vega
- 1870 Robinsón 3 actes - llibret: Rafael García Santisteban
- 1871 Los holgazanes, 3 actes - llibret: José Picón
- 1871 Don Pacífico (o: "El dómine irresoluto"), 1 acte - llibret: Antonio María Segovia
- 1871 El hombres es débil, 1 acte - llibret: Mariano Pina Domínguez
- 1872 Sueños de oro, 9 actes - llibret: Luis Mariano de Larra
- 1873 Los comediantes de antaño, 3 actes - llibret: Mariano Pina y Bohigas
- 1873 El matrimonio interrumpido, 1 acte - llibret: Miguel Pastorfido
- 1874 El barberillo de Lavapiés, 3 actes - llibret: Luis Mariano de Larra i coreografia de Victòria Eugenia (Betty)
- 1874 El domador de fieras, 1 acte - llibret: Ramos Carrión y Campo-Arana
- 1875 La vuelta al mundo, 3 actes - llibret: Luis Mariano de Larra
- 1876 Chorizos y polacos, 3 actes - llibret: Luis Mariano de Larra
- 1876 La confitera, 1 acte - llibret: Mariano Pina y Bohiga
- 1876 Juan de Urbina, 3 actes - llibret: Luis Mariano de Larra
- 1877 Artistas para La Habana, 1 acte - llibret: Rafael Maria Liern en Augusto E. Mandan y García
- 1877 Los carboneros, 1 acte - llibret: Mariano Pina y Bohigas
- 1878 El triste Chactas, 1 acte - llibret: Pedro María Barrera
- 1879 Los chichones, 1 acte - llibret: Mariano Pina y Bohigas
- 1879 La vuelta al mundo - sarsuela bufa en quatre actes - en col·laboració amb José Rogel - llibret: Luis Mariano de Larra
- 1880 ¡A Sevilla por todo!, 2 actes - llibret: Javier de Burgos
- 1883 Sobre el canto de Ultreja, 1 acte - llibret: Flores Laguna
- 1884 De Getafe al paraíso (o: "La familia del tío Maroma"), 2 actes - llibret: Ricardo de la Vega
- 1884 Hoy sale hoy...!, 1 acte (en col·laboració amb: Federico Chueca) - llibret: Tomas Luceño i Javier de Burgos
- 1885 Novillos en polvoranca (o: "Las hijas de Paco Ternero"), 1 acte - llibret: Ricardo de la Vega
- 1891 El señor Luis el Tumbón (o: "Despacho de huevos frescos"), 1 acte - llibret: Ricardo de la Vega

### Popular
- Prech a la Verge: Salve valenciana, sobre el poema de Jacint Labaila